# 米沢商会ビル
米沢商会ビル（よねざわしょうかいビル）は、岩手県陸前高田市に所在する東北地方太平洋沖地震（東日本大震災、以下「震災」と略記）の震災遺構。震災で被災した建造物としては数少ない、公的な支援を受けずに民間が保存・維持する遺構のひとつ。

## 米沢商会
震災までの当ビルは、シモジマが展開する「パッケージプラザ」の一店舗で、包装資材卸小売業「米沢商会」が経営する「パッケージプラザ ヨネザワ」として陸前高田市の中心部で営業していた。建物は鉄筋コンクリート構造の3階建である。
米沢商会は1979年に創業した家族経営の会社で、主な商材である包装資材に加えて製菓材料や事務用品、生活雑貨なども取り扱うほか、創業者の代より製菓機器の修理も請け負い、顧客は田老町（現宮古市）から宮城県南三陸町まで及ぶ。震災後は創業者の長男（以下「店主」と表記）が2012年に市内の仮設商店街で営業を再開し、2020年3月からは市内中心市街地で新たな店舗を構えている。

## 震災による被災
震災当日の2011年3月11日、店主は、前月に生まれた娘のお宮参りを済ませたのち、店舗近くの倉庫で作業をしていた。14時46分に地震が発生し、倉庫内の大きな棚が倒れるほどの強い揺れが約2分半続いた。店舗の様子を確認した店主は、店内にいた弟と自宅から合流した両親に店内の後片付けを任せ、再び倉庫に戻って一人で倉庫内の後片付けに取りかかった。店舗を出る際に、後で近くの市民会館で落ち合うことを両親と弟に告げていたものの、片付けに気を取られていて避難することは頭になかった。
すると、市の防災無線が「津波が気仙川の防波堤を越えたので避難せよ」との内容を放送しているのが耳に入った。店主はここでようやく異常事態であることに気づいたものの、店舗にまだ誰か残っているかもしれないと考え、市民会館へは向かわずにまたしても店舗に戻った。店内には誰もおらず、両親と弟は市民会館に避難したのだろうと店主は判断した。市民会館は市の一次避難場所に指定されており、実際にこの時も多くの市民が避難してきていた。
店主は、避難する前に少し上階の様子を見ておこうと2階に上がったが、この時すでに津波が店舗の周囲に押し寄せていた。真っ黒の水が窓の外に広がっているのを見た店主は、急いで屋上に避難し、最上部にある煙突部分まで梯子を登った。地面からの高さ約15メートル、広さ1メートル四方ほどの煙突上スペースに逃げ込み、煙突のへりにしがみついた。波はその10センチメートルほど下まで押し寄せ、店主の足はずぶ濡れになったが、水位はそれ以上上がることはなかった。一方、3階建ての市民会館は完全に水没し見えなくなっていた。
水が引いた夜になって煙突から降りることはできたが、水に濡れた足と降っていた雪、さらに吹きつける海風で、店主は凍えそうな寒さに襲われた。流されてきていた未開封のポリ袋を身にまとって暖を取り、ビル内の一番風の当たらない場所で一夜を明かした。
翌朝になり、生存者を捜索するヘリコプターが上空を飛び交うようになった。店主は泥のたまった屋上に「SOS」の文字を書き、ヘリに向かって手を振り続けた。肉体的にも精神的にも疲弊する中、午後になってようやく救助のヘリが現れ、レスキュー隊員によって店主は救出された。
お宮参りの後で店主と別れて行動していた妻と娘は、大船渡市の妻の実家に戻っていて無事だったが、両親と弟は、市民会館に避難して亡くなった130人以上とともに津波の犠牲となった。

## 震災後
津波の直撃を受けた店舗ビルは、窓が破れ、壁や天井も損傷を受けたものの、震災に耐えて残り、震災から数か月後の診断でも建物の安全性に問題はないと判定された。一方、震災翌年から周囲の被災建造物が次々と解体撤去されていき、店主も当ビルの処遇について思い悩んだ時期があった。周辺の公共施設とともに解体するなら解体費用の約700万円は公費で賄われるが、時期を逃すと解体費用は自己負担となるためであった。しかし、妻から「夫婦2人で働けば費用は何とかなるが、一度壊したら同じものは二度と建てられない」と言われ、また地元住民から「ビルが残っているおかげで、震災前どこに何があったか思い出せる」と感謝されることもあった。店主自身も、当ビルのおかげで生き延びることができたという思い、また自宅も津波で流されて両親・弟の思い出につながる品物がなくなってしまった中、当ビルが残された唯一の形見であるという考えから、そして震災の記憶がない娘の世代に自らの経験を語り継いでいくため、当ビルを取り壊さず保存することを決断した。
これにより、店主は当ビルの維持費用や固定資産税などを自費で負担し、管理を続けている。震災後の復興工事により、当ビルの背後で整備された中心市街地は最大で12メートル、当ビル周囲も2メートルほどかさ上げされているが、当ビルの敷地は震災当時の高さのままで残っている。
店主は店舗経営の傍ら、大学や企業の研修などの見学者を当ビルに受け入れ、自ら語り部として震災当時の体験を見学者に伝えている。また、店主から震災の教訓を教えられて育った娘は、小学生の時に陸前高田市が養成する「防災マイスター」講座を受講し、本来は中学生以上が対象の同資格を特別に認定された。